# Hastings-Nord
Pour les articles homonymes, voir Hastings.
Hastings-Nord fut une circonscription électorale fédérale de l'Ontario, représentée de 1867 à 1904.
C'est l'Acte de l'Amérique du Nord britannique de 1867 qui divisa le comté d'Hastings en trois districts électoraux, soit Hastings-Est, Hastings-Ouest et Hastings-Nord. Abolie en 1903, la circonscription fut redistribuée parmi Hastings-Est et Hastings-Ouest

## Géographie
En 1867, la circonscription d'Hastings-Nord comprenait:
- Les cantons de Rawdon, Huntingdon, Madoc, Elzevir, Tudor, Marmora and Lake
- Le village de Stirling

## Députés
1. 1867-1892 — Mackenzie Bowell, CON
2. 1892-1904 — Alexander Williamson Carscallen, CON

- CON = Parti conservateur du Canada (ancien)